# スズキ・ビターラブレッツァ
ビターラ ブレッツァ（VITARA BREZZA）は、スズキの子会社であるマルチ・スズキ・インディアがインド市場で生産・販売しているクロスオーバーSUVである。また、ブレッツァ（BREZZA）は、2代目からの商標である。

## 初代 YFB1S型（2016年 - 2022年）

### 概要
2016年のニューデリーオートエクスポで発表された。2013年に公開されたコンセプトカー・マルチ・XAアルファを市販化したモデルで、マルチ・スズキが開発を手がけた初のSUVでもある。
ビターラ（エスクード）の姉妹モデルで、税制優遇があるインド市場にあわせて全長を4.0 m未満に抑え、エンジンは1.3 Lターボのディーゼルエンジンを搭載。トランスミッションは5速MTと5速AGS（オートギヤシフト）から選択可能である。
2017年のインディアン・カー・オブ・ザ・イヤーを受賞。2020年1月には販売台数が50万台を突破した。
2020年のニューデリーオートエクスポで改良新型が発表された。エンジンは1.5Lのガソリンエンジンに変更され、トランスミッションは5速MTと5速ATに変更された。
同年9月、トヨタ自動車より本車のOEMとして、「トヨタ・アーバンクルーザー（Urban Cruiser）」が発売された。トヨタへのOEM供給は「グランツァ」（インド市場）および「スターレット」（南アフリカ市場）として発売されたバレーノに続く2車種目である。なお、アーバンクルーザーの名称はかつてトヨタが ist の欧州仕様に使用していたものである。

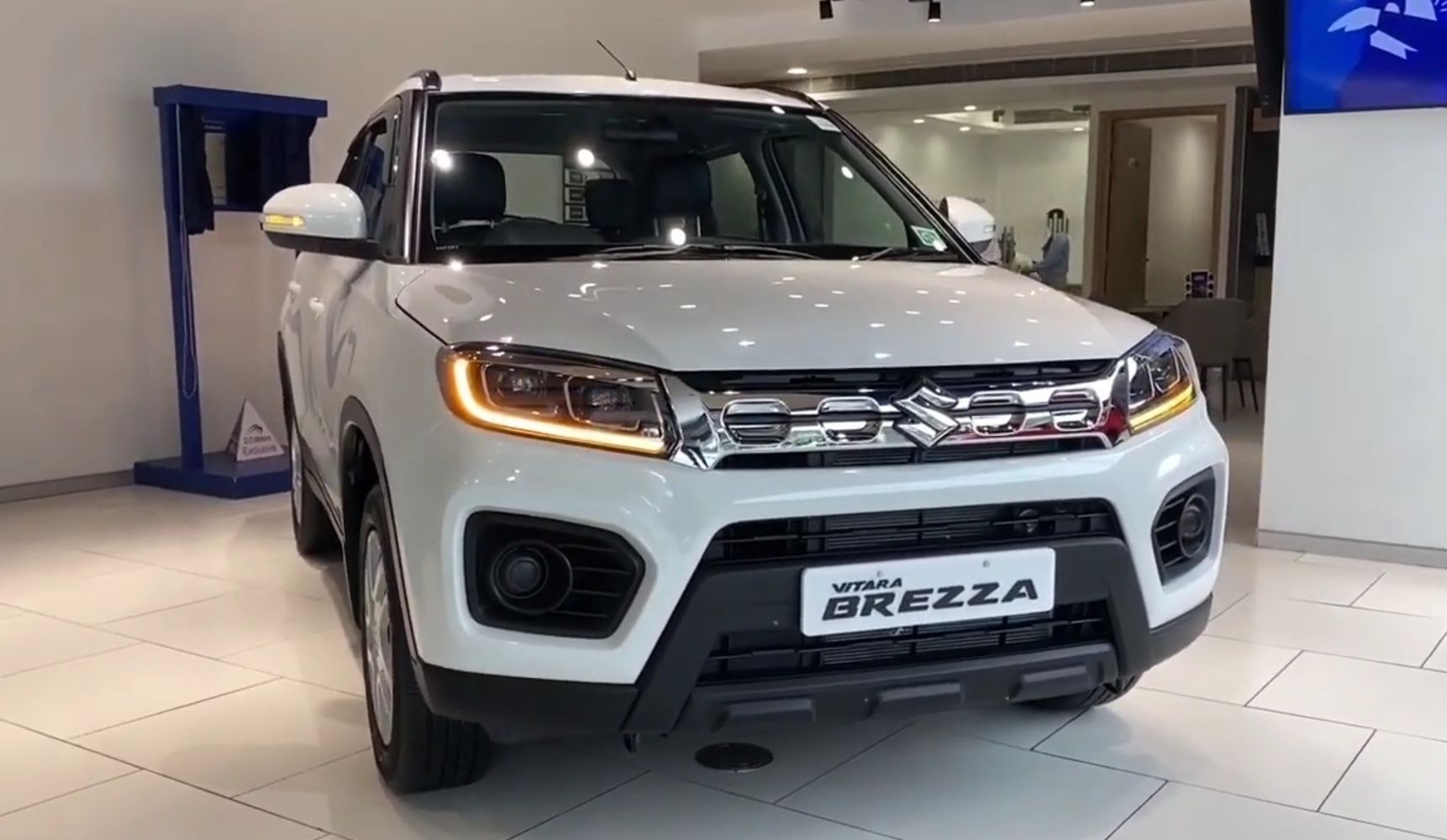
VXI（フロント）
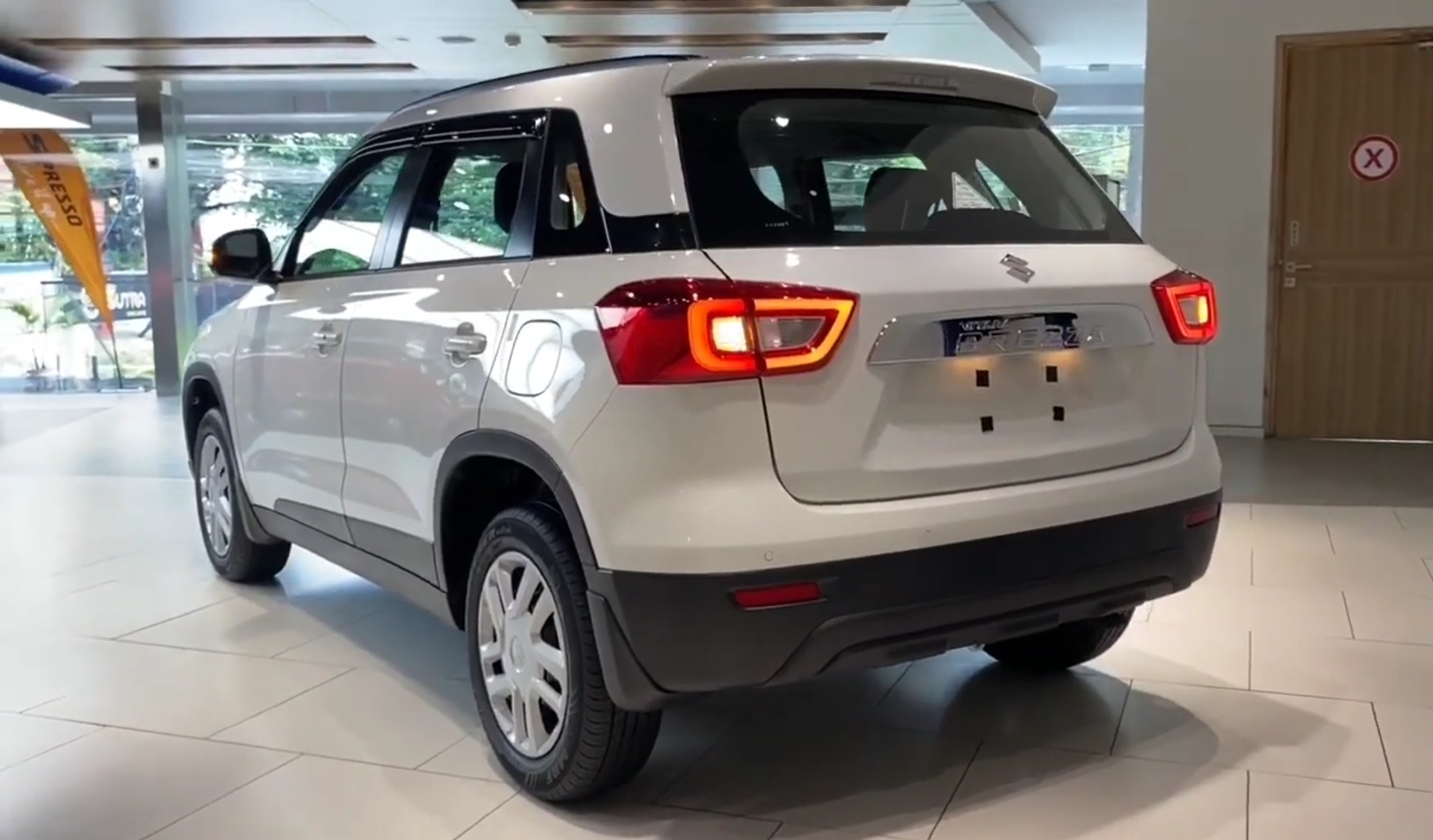
VXI（リア）
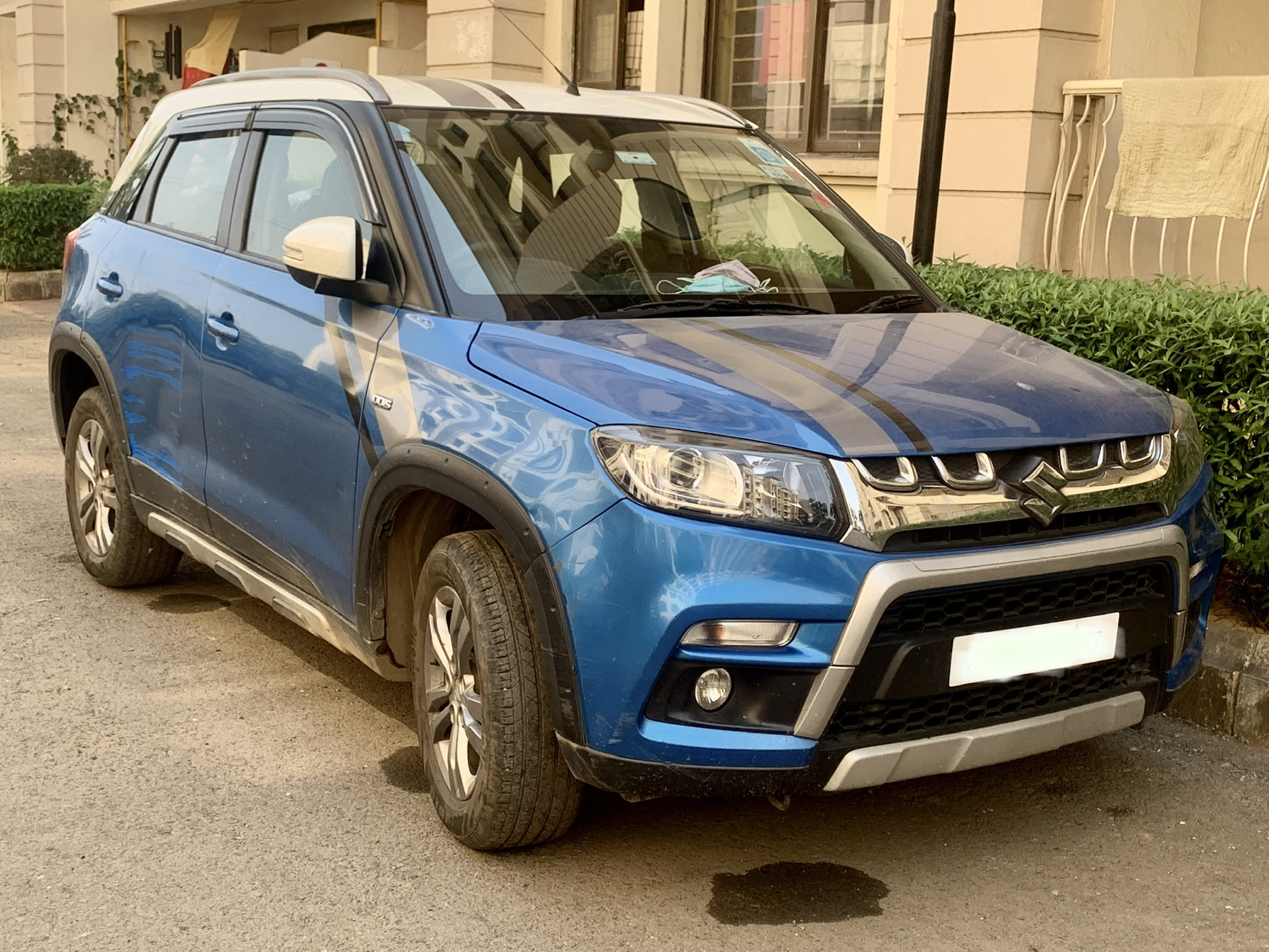
ZDi Plus（フロント）
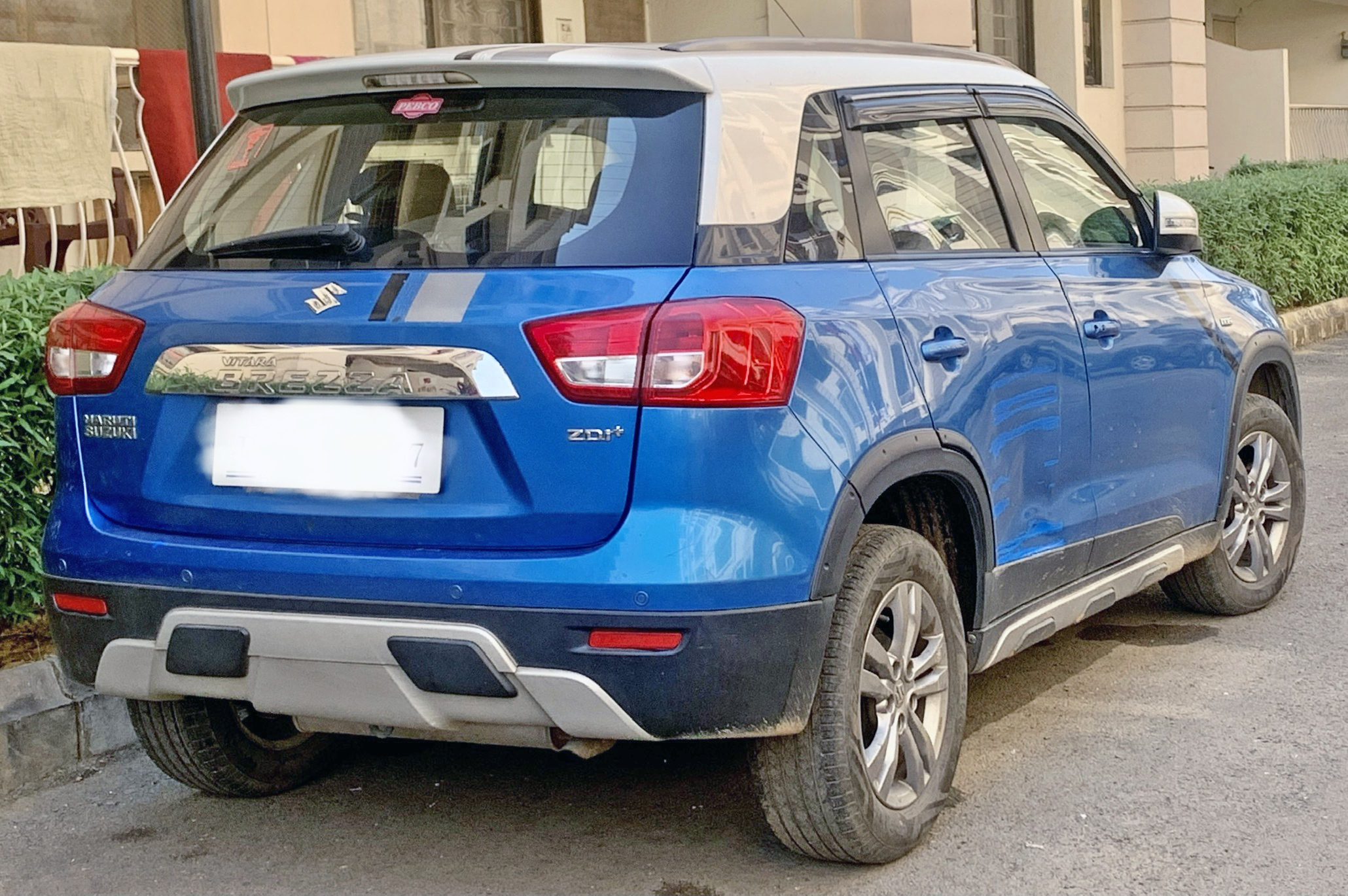
ZDi Plus（リア）

## 2代目（2022年 - ）
2022年6月30日に初のフルモデルチェンジを行い、「ビターラ」から独立した「ブレッツァ」へ改名された。
外観はエンジンフードやベルトラインを強調した意匠を採用。内装はブラックとブラウンの2トーンに統一され、インパネにシルバー加飾を採用。インドのコンパクトSUVで初となる全方位モニターやヘッドアップディスプレイが採用され、コネクテッドサービス「スズキコネクト」に対応。後部座席はシートの幅を拡げ、エアコン吹き出し口やUSB電源ソケットも装備された。
発売時はガソリンエンジンのみであり、新採用のK15C型 1.5 Lデュアルジェットエンジンに加え、マイルドハイブリッド化により燃費向上が図られた。